# La Flûte magique
Pour plus de détails, voir Fiche technique et Distribution.
La Flûte magique est un court métrage français réalisé par Paul Grimault en 1946.

## Synopsis
Le Sir de Massouf essaie de dormir, mais le troubadour Niglo n'arrête pas de jouer de ses instruments ; alors le Sir détruit ces derniers ; mais un oiseau se transforme en flûte, qui a le pouvoir de faire danser les gens juste à la mélodie.

## Fiche technique
- Scénario : Roger Leenhardt et Paul Grimault
- Musique : Marcel Delannoy
- Durée : 10 minutes